# Suncus aequatorius
Suncus aequatorius is een zoogdier uit de familie van de spitsmuizen (Soricidae). De wetenschappelijke naam van de soort werd voor het eerst geldig gepubliceerd door Heller in 1912.

## Voorkomen
De soort komt voor in het zuidoosten van Kenya.